# Жупа (Румунія)
Жупа (рум. Jupa) — село у повіті Караш-Северін в Румунії. Адміністративно підпорядковане місту Карансебеш.
Село розташоване на відстані 327 км на захід від Бухареста, 29 км на північний схід від Решиці, 81 км на південний схід від Тімішоари.

## Населення
За даними перепису населення 2002 року у селі проживали 578 осіб.
Національний склад населення села:
| Національність | Кількість осіб | Відсоток |
| -------------- | -------------- | -------- |
| румуни         | 442            | 76,5%    |
| українці       | 49             | 8,5%     |
| чехи           | 30             | 5,2%     |
| угорці         | 18             | 3,1%     |
| німці          | 18             | 3,1%     |
| цигани         | 16             | 2,8%     |

Рідною мовою назвали:
| Мова       | Кількість осіб | Відсоток |
| ---------- | -------------- | -------- |
| румунська  | 478            | 82,7%    |
| українська | 48             | 8,3%     |
| чеська     | 20             | 3,5%     |
| циганська  | 13             | 2,2%     |
| угорська   | 12             | 2,1%     |
| німецька   | 5              | 0,9%     |